# Jean VIII César Rousseau de La Parisière
Pour les articles homonymes, voir Rousseau.

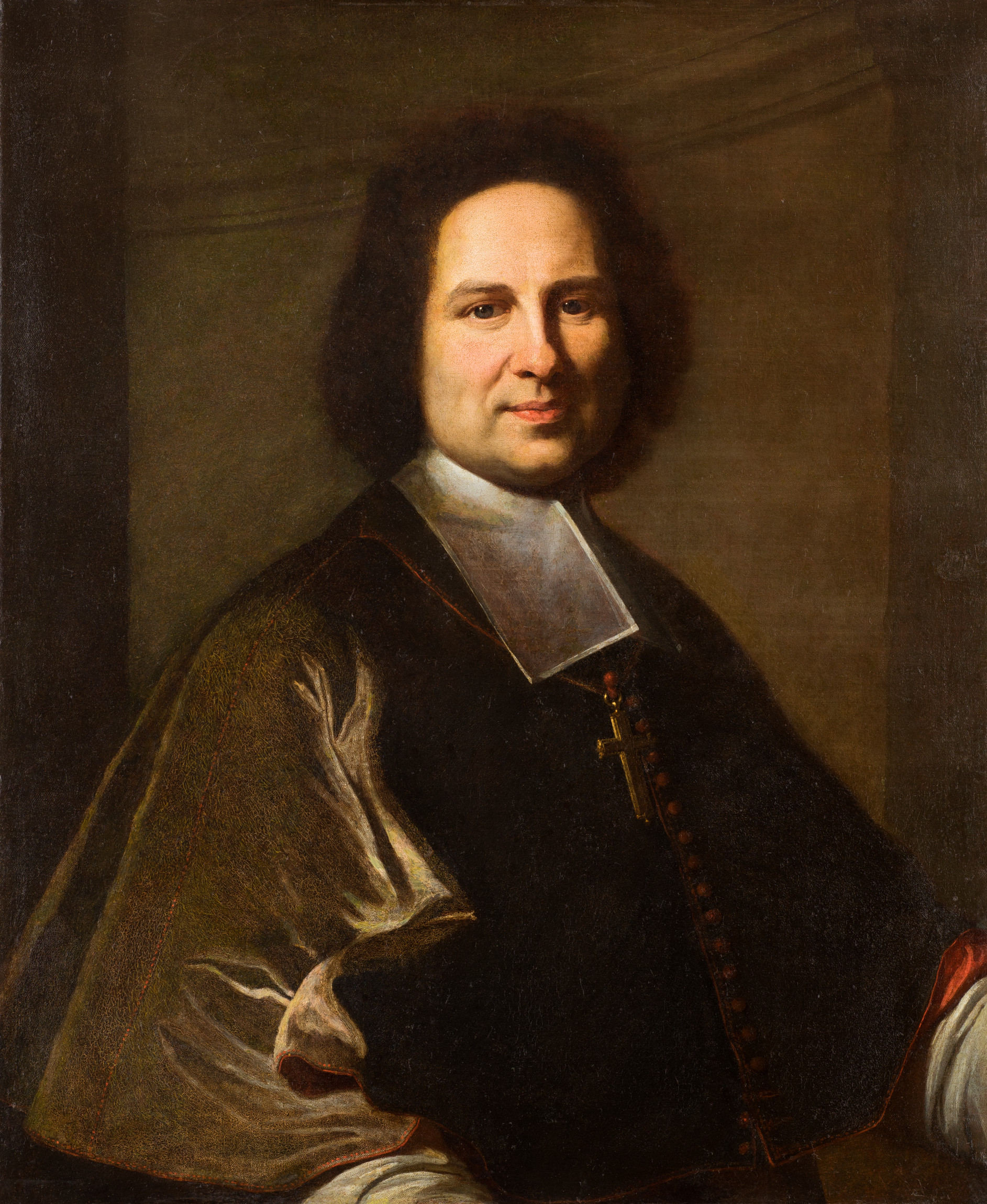
Portrait de l'évêque Rousseau de la Parisière d'après Hyacinthe Rigaud - v. 1711 - Montpellier, musée Favre

Jean VIII César Rousseau de la Parisière (Poitiers, 1667- Nîmes, 15 novembre 1736), fut le 78e évêque de Nîmes.

## Éléments de biographie
« Il précha avec succès et on a imprimé en 1740 ses Sermons Panégyriques et Mandemens en 2 volumes. Ce prélat étoit de plus littérateur. Une harangue qu'il prononça devant le Roi le 17 septembre 1730 comme membre de l'assemblée du clergé servit de prétexte à des clameurs ridicules. Des gens qui vantoient leur zèle pour la religion lui reprochèrent d'avoir dit que le règne de S.M. est fondé sur la catholicité et doit toujours se soutenir par les mêmes principes. Cette proposition qui a un sens très religieux et très vrai blessa ces catholiques scrupuleux. L'abbé Pucelle le dénonça au parlement ; l'évêque se justifia par une lettre du 18 novembre au cardinal de Fleury. »

Ainsi nous apparaît Rousseau de La Parisière au début du XIXe siècle. Il fut nommé évêque de Nîmes le 11 juillet 1710. 
Le duc de Saint-Simon ne semble pas avoir été tendre avec ce prélat en profitant pour louer son prédécesseur Fléchier : « Nîmes fut donné à l'abbé de La Parisière, qui le paya bien à son protecteur, et qui se rendit aussi célèbre en forfaits que Fléchier, son prédécesseur, l'était devenu par son esprit, sa rare éloquence, sa vaste érudition, et sa vie et ses vertus épiscopales. » En 1715, il juge d’ailleurs l’évêque « homme de la condition la plus obscure, et dont le savoir ne consistait qu'en manèges et en intrigues […]. Ce malheureux, abhorré partout et dans son diocèse, y mourut banqueroutier, et en homme sans foi ni loi, quelques années après. »

## Iconographie
Le portrait de Jean VIII César Rousseau de La Parisière a été peint par Hyacinthe Rigaud en 1711 contre 150 livres, somme correspondant à un buste. Le maître ne réalisa visiblement que le visage, laissant à Louis Nicolas de Bailleul le soin de copier la vêture d'après celle, antérieure, d'un autre évêque. Il reçut 12 livres pour ce travail. 

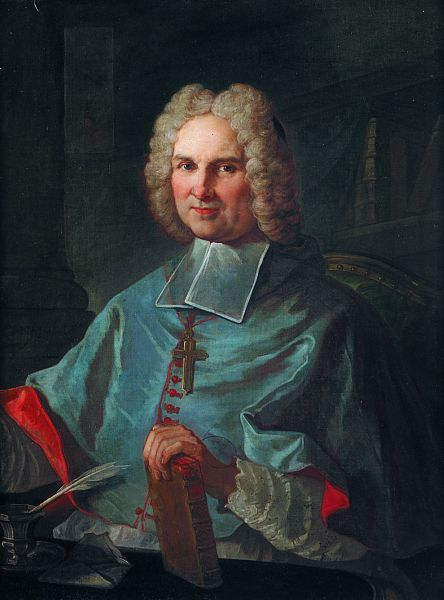
Portrait de l'évêque Rousseau de la Parisière par Charles-Joseph Natoire - v. 1717

L'œuvre fut gravée en buste par Jean-Baptiste-Antoine Guélard (1719-vers 1755) après 1736. Une huile sur toile attribuée à Rigaud est conservée au musée Fabre de Montpellier Il est représenté en buste, de trois quarts à gauche, vêtu de son camail doublé de rouge, avec croix pastorale et rabat blanc et correspond tout à fait à la gravure en contrepartie de Guétard.
Un autre portrait de l'évêque de Nîmes, œuvre de jeunesse de Charles-Joseph Natoire est connu.